# Rob Smedley
Robert "Rob" Smedley, född 28 november 1973, är en brittisk ingenjör som arbetar som teknisk konsult åt motorsportsorganisationen Formula One Group (FOM) som arrangerar Formel 1.
Han avlade en master i maskinteknik vid Loughborough University. Efter studierna började han 1997 arbeta för Pilbeam Racing Designs som ingenjör för upphängning. En position han hade fram till 1999 när Smedley gick vidare och blev ingenjör för teststallet för Renault-Williams när de hade hand om ett gemensamt stall i British Touring Car Championship (BTCC). Året efter blev han tävlingsingenjör i Formel 3000. 2001 inledde han sin karriär inom F1 när han blev anställd hos Jordan Grand Prix som ingenjör med ansvar för stallets telemetri. 2002 blev han baningenjör för Jordan. 2004 gick han vidare och fick en anställning hos Scuderia Ferrari som ingenjör för deras teststall. Två år senare blev han raceingenjör åt den brasilianska racerföraren Felipe Massa, ett samarbete som höll sig i de efterföljande åtta åren. Både Smedley och Massa bytte Ferrari mot Williams inför säsongen 2014, Smedley blev dock inte Massas raceingenjör utan fick arbeta som chef för fordonsprestanda. Massa lämnade Williams 2017 medan Smedley lämnade dem 2018. I februari 2019 rapporterades det att Smedley skulle bli teknisk konsult åt FOM.
Den 4 juni 2007 drabbades Smedley av en familjetragedi när hans ofödda dotter Minnie avled under ett akut kejsarsnitt som sin fru Lucy genomgick när dottern skulle födas.